# Pacajá
Pacajá – miasto i gmina w Brazylii, w stanie Pará. Znajduje się w mezoregionie Sudoeste Paraense i mikroregionie Altamira.